# Певзнер Олександр Маркович
Олександр Маркович Певзнер (1895 — розстріляний 2 вересня 1937) — радянський державний діяч, фінансист, керуючий Всеукраїнської контори Держбанку СРСР. Кандидат у члени ЦК КП(б)У в червні 1930 — січні 1934 р. Член ЦК КП(б)У в січні 1934 — січні 1937 р.

## Біографія
Народився в єврейській родині. 
Член РКП(б) з 1919 року.
Учасник Громадянської війни в Росії. У 1920 році — член Закаспійського обласного революційного комітету, завідувач відділу управління — заступник голови виконавчого комітету Закаспійської обласної ради, заступник голови і виконувач обов'язків голови тимчасового Закаспійського обласного комітету РКП(б) в Асхабаді. У 1920—1921 роках — завідувач відділу управління — заступник голови виконавчого комітету Сир-Дар'їнської обласної ради у місті Ташкенті.
Потім — на відповідальній роботі в Народному комісаріаті праці РРФСР.
У 1922 — липні 1927 року — керуючий Сибірської губернської (крайової) контори Держбанку РРФСР, голова Сибірського крайового відділення Державного банку СРСР.
У 1929—1936? роках — керуючий Всеукраїнської контори Державного банку СРСР.
1937 року заарештований органами НКВС. Засуджений 25 серпня (1 вересня) 1937 року до вищої міри покарання. Розстріляний 2 вересня 1937 року. Посмертно реабілітований.